# Manprit Sarkaria
Manprit Sarkaria (* 26. August 1996 in Wien) ist ein österreichischer Fußballspieler indischer Abstammung.

## Karriere

### Verein
Sarkaria begann seine Karriere beim SR Donaufeld Wien. 2007 wechselte er zum 1. SC Großfeld. 2013 kam er in die Akademie des FK Austria Wien. Im Mai 2014 debütierte er für die Amateure der Austria in der Regionalliga, als er am 29. Spieltag der Saison 2013/14 gegen den Wiener Sportklub in der 75. Minute für Michael Endlicher eingewechselt wurde.
Nach über 60 Spielen für die Amateure stand er im Oktober 2017 gegen den SCR Altach erstmals im Profikader. Sein Debüt für die Profis in der Bundesliga gab er in jenem Monat, als er am zwölften Spieltag der Saison 2017/18 gegen den SK Rapid Wien in der 85. Minute für Thomas Salamon eingewechselt wurde.
Im Jänner 2018 erhielt er einen bis 2021 laufenden Profivertrag. In vier Spielzeiten bei den Profis kam er zu 63 Bundesligaeinsätzen, in denen er zehn Tore erzielte. Zur Saison 2021/22 wechselte er zum Ligakonkurrenten SK Sturm Graz, bei dem er einen bis Juni 2024 laufenden Vertrag erhielt. Im Cup-Finale 2023 war er mit einem Doppelpack „Man of the Match“ und holte mit dem SK Sturm Graz den Titel. In der Saison 2023/24 holte er mit Sturm gar das Double aus Meisterschaft und Pokal.
Nach 112 Pflichtspieleinsätzen für die Grazer wechselte Sarkaria im Jänner 2025 nach China zum Shenzhen Peng City FC. Für Peng City lief er 14 Mal in der Chinese Super League auf. Bereits im Juni 2025 verließ er China aber wieder und wechselte zurück zu Austria Wien, wo er einen bis 2028 laufenden Vertrag erhielt.

### Nationalmannschaft
Im Juni 2023 wurde Sarkaria erstmals für die österreichische Nationalmannschaft nominiert. Sein Debüt gab er dann im Oktober 2023, als er in der EM-Qualifikation gegen Belgien in der Startelf stand.

## Erfolge
- Österreichischer Meister: 2024, 2025
- Österreichischer Cup-Sieger: 2023, 2024

## Persönliches
Sarkaria wurde als Sohn indischer Eltern in Wien geboren.